# Río Bayárcal
El río Bayárcal o de Picena es un río del sur de la península ibérica perteneciente a la cuenca mediterránea andaluza que discurre en su totalidad por la comarca de la Alpujarra de las provincias de Almería y Granada (España).

## Curso
El río Bayárcal nace en la ladera sur de Sierra Nevada, de la unión de los barrancos de Anchuelo y Palancón, procedente este del puerto de la Ragua. Realiza un recorrido norte-sur a lo largo de unos 19 km de fuertes pendientes, cascadas y desfiladeros a través de los términos municipales de Bayárcal, Nevada y Ugíjar hasta su desembocadura en el río Adra aguas abajo de la población de Cherín.
Su principal afluente es el río Laroles.